# محمد صالح قفطان
أبو حسن محمد-صالح بن مهدي بن أحمد الرباحي السعدي الشهير بـقفطان (1884 - 1960) شاعر عراقي. ولد في بلدة الحي ونشأ في النجف وتتلمذ على علماء عصره. كتب الكثير من الكتب بخطّ يده، وكان حسن الخط. له ديوان شعر لم يطبع يقع في نحو ثلاثمئة وستين صحفة رتّبه على أبواب أربعة: المراثي، والمدائح، والغزل، والتواريخ. توفي في بغداد. 

## سيرته
هو محمد-صالح بن مهدي بن أحمد بن حسن، الشهير بقفطان. ولد سنة 1302 هـ/ 1884 م في في بلدة الحي من محافظة واسط . ذكر الخاقاني أنه ولد عام 1877م، في حين أثبت آل محبوبة والأميني أن مولده كان عام 1884م. نشأ في أسرة أدب وشعر. درس في مدينة النجف مقدمات العلوم والمنطق وعلوم البلاغة والأصول والفقه، ثم عاد إلى الحي، يمارس الخطابة وينسخ الكتب. انتقل في الخمسينيات إلى بغداد، واستقر بها حتى توفي فيها سنة 1380 هـ/ 1960 م.

## شعره
أورد له كتاب شعراء الغري عددًا من القصائد، وله ديوان مخطوط في حوزة أسرته، أسماه تحفة الأديب، ذكر من عاينه أنه يقع في 366 صفحة، مقسم على فنون الشعر وأغراضه. ذكره عبد العزيز البابطين في معجمه وقال «شاعر وجداني غزل، فمعظم ما أتيح من شعره لم يغادر هذا اللون من الأداء الشعري، وهو في ذلك تقليدي يلتمس خطا أسلافه لغة وخيالاً، كتب الموشحة والتخميس الشعري، وهو شاعر تقليدي يبدأ قصائده بوصف الرحلة، وذكر الديار على عادة أسلافه، لغته طيعة، وخياله نشيط. التزم الوزن والقافية فيما كتب من شعر، مع ميله إلى تنويع أشطاره وقوافيه.»